# Battaglia di Plaisance
La battaglia di Plaisance fu un episodio della rivoluzione haitiana.

## La battaglia
Il 5 marzo 1802, ignorando la resa di Maurepas, Toussaint attaccò le truppe francesi del generale Desfourneaux.
All'inizio dell'attacco, Toussaint si distanziò dal 9º reggimento di Maurepas che stava combattendo contro i francesi agli ordini di Lubin Golart. Toussaint speronò il proprio cavallo e si portò verso di lui e disse: 
 Secondo le memorie di Isaac Louverture, figlio del generale, 
Nel suo rapporto del 7 marzo al capo di stato maggiore generale Dugua, Desfourneaux disse:
Toussaint, vinto, si ritirò a Marmelade e poi a Bayonnet, occupando le posizioni sul Morne. In un altro rapporto datato 14 marzo, Desfourneaux dichiarò di aver avuto in tutto 267 tra morti e feriti ed un gran numero di malati.